# 弥陀ヶ原ホテル
弥陀ヶ原ホテル（みだがはらほてる）は、富山県中新川郡立山町の弥陀ヶ原にあるホテル。政府登録国際観光ホテル。

## 概要
弥陀ヶ原の標高1,930mの場所に位置するホテル。鉄筋コンクリート造地上5階建て地下1階建てで、延床面積は6,524m2。

## 沿革
- 1956年10月4日 - 開業。
- 1971年7月20日 - 別館竣工。
- 1994年7月12日 - リニューアル開業。

2020年より新型コロナウイルス感染症の流行の影響で営業休止となっていたが、2022年5月13日よりジェック経営コンサルタントに移管し営業を再開。